# Derechos de autor en Azerbaiyán
Los derechos de autor en Azerbaiyán es uno de los aspectos importantes.

## Leyes
El marco jurídica del derecho de autor se basa en la Ley sobre el derecho de autor, Código civil y acto legislativos de la República de Azerbaiyán. Las leyes relacionadas con el derecho de autor y derechos conexos son siguientes.
- Ley sobre la iniciativa empresarial del 15 de diciembre de 1992[3]
- Ley sobre la cinematografía del 3 de julio de 1998[4]
- Ley sobre la radiodifusión del 25 de junio de 2002[5]
- Ley sobre firma electrónico y entorno electrónico del 9 de marzo de 2004[6]
- Ley sobre los teatros del 26 de diciembre de 2006
- Ley sobre la cultura del 21 de diciembre de 2012[7]
- Ley sobre la publicidad del 15 de mayo de 2015[8]
- Ley sobre el comercio electrónico del 1 de enero de 2017[9]

## Contenido de la Ley
La disposición legal sobre el derecho del autor de la República de Azerbaiyán se aplican en relación con:
- obras  científicas, literarias y artísticas, interpretación o ejecución y fonogramas pertenecientes del derecho de autor o derechos conexos del propietario, que es el ciudadano de la República de Azerbaiyán o residente permanente en el territorio de la República de Azerbaiyán o la persona jurídica.
- obras  científicas, literarias y artísticas, publicadas por primera vez en el territorio de la República de Azerbaiyán. Interpretación o ejecución y fonogramas se considera publicadas por primera vez en case de la publicación en el territorio de la República de Azerbaiyán durante de 30 días después de la primera publicación en el extranjero.

## Órganos
Los órganos principales, que garantiza  la protección de los derechos de autor y derechos conexos son el Centro de mantenimiento de los derechos de la propiedad intelectual y Agencia de República para la protección de los derechos de autor y derechos conexos. Se existe también el registro nacional de la protección de los derechos  de autor en la inmensidad del Internet.
Hay informaciones de dos tipos:
1. del acceso público
2. confidenciales (privadas)

## Política estatal
Inicialmente  las obras en el derecho de autor fueron protegidos por la ley 50 años después de la muerte del autor. Derechos de propiedad se protegen durante de 50 años del día de ejecución.
En Azerbaiyán se introduce el sistema de la protección de los derechos de autor en la red de información. La protección de los derechos e autor y derechos conexos se realiza mediante de vigilancia digital y concesión de licencias.